# 遠州南部とうもんの里総合案内所
遠州南部とうもんの里総合案内所（えんしゅうなんぶとうもんのさとそうごうあんないじょ、South Enshū Tōmon-no-sato General Information Center）は、日本の社会教育施設。静岡県掛川市により設置され、特定非営利活動法人とうもんの会が指定管理者として運営している。

## 概要

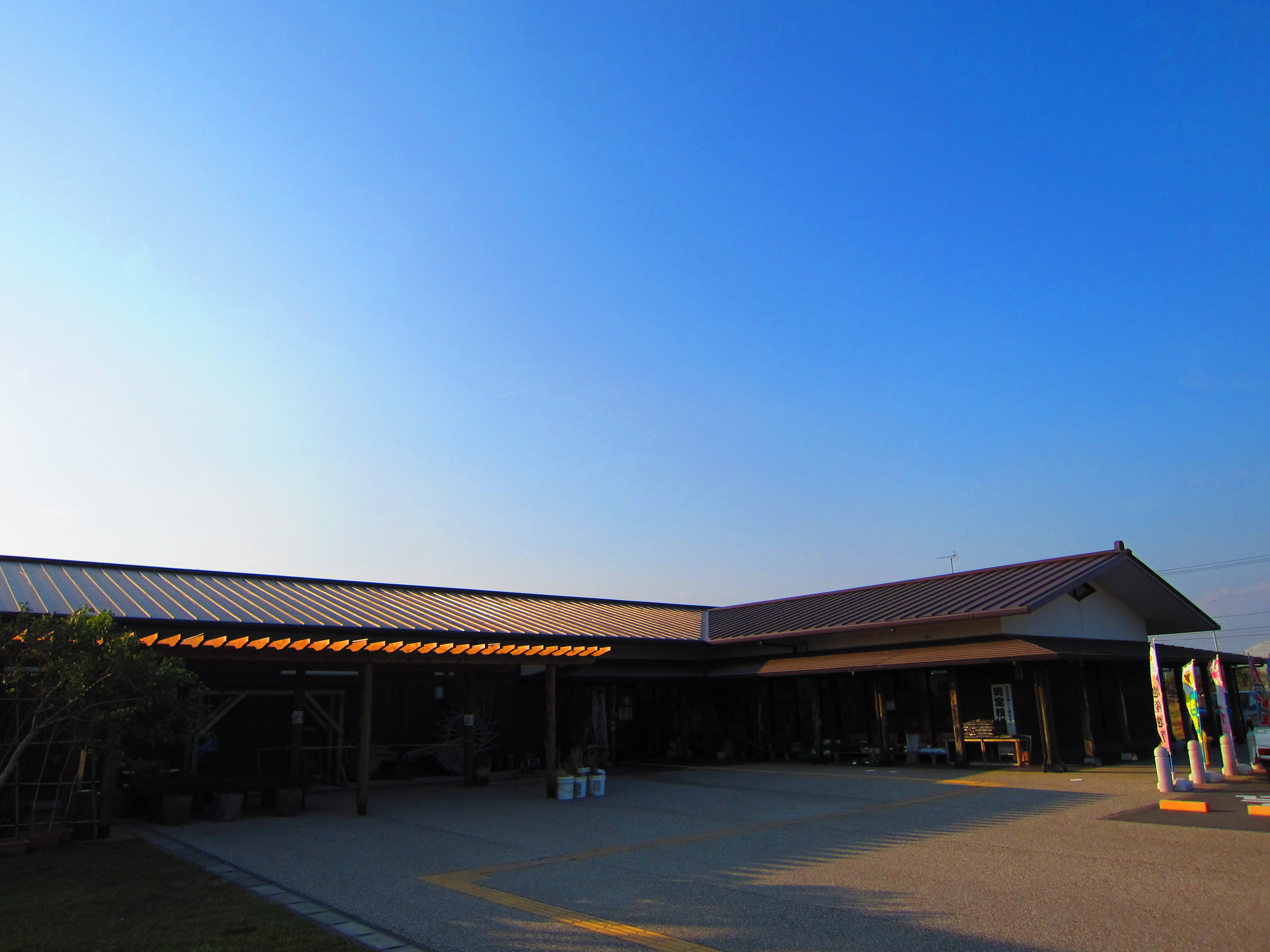
遠州南部とうもんの里総合案内所の建屋全景

静岡県掛川市に立地する社会教育施設である。農業に関する体験学習、食育に関する体験学習、自然観察といったさまざまなイベントが催されている。また、地元の農産物の即売会も開催されている。
掛川市により設置された公共施設であるが、指定管理者制度が導入されたことに伴い、特定非営利活動法人であるとうもんの会が運営している。松井三郎市政の下で策定された指定管理者募集要項においては「遠州南部地区は産業のまちでも観光のまちでもなく、日々の暮らしのそばに田園風景がある“田園のまち”です」 と断じるなど、旧大須賀町をはじめとする遠州南部の産業や観光業に否定的見解を示すとともに、あくまで「田園のまち」 だと位置づけている。この現状認識を踏まえ、遠州南部とうもんの里総合案内所は「農業がつくり出した田園空間を保全し、個性として活かし、心の豊かさを実感できる居住空間をつくる」 ことを方針として掲げている。

## 概念
静岡県の小笠郡に属していた旧大須賀町、および、磐田郡に属していた旧浅羽町、旧福田町には、3町にまたがる広大な水田地帯が広がっていた。この地域は以前より農業が盛んであり、既に平安時代の頃から浅羽荘が勧学院所領中最大の荘園として知られていた。江戸時代に入ると、横須賀藩の治水事業が奏功して新田開発が進み、この地域の水田は1000町歩にまで達したとされる。この3町の農村地帯の風景を、ひとつの「屋根のない博物館」 と見立てて「とうもんの里」 と呼称し、この地域一帯を田園空間博物館として位置づけている。遠州南部とうもんの里総合案内所は、このとうもんの里の活動拠点となっている。

## 名称

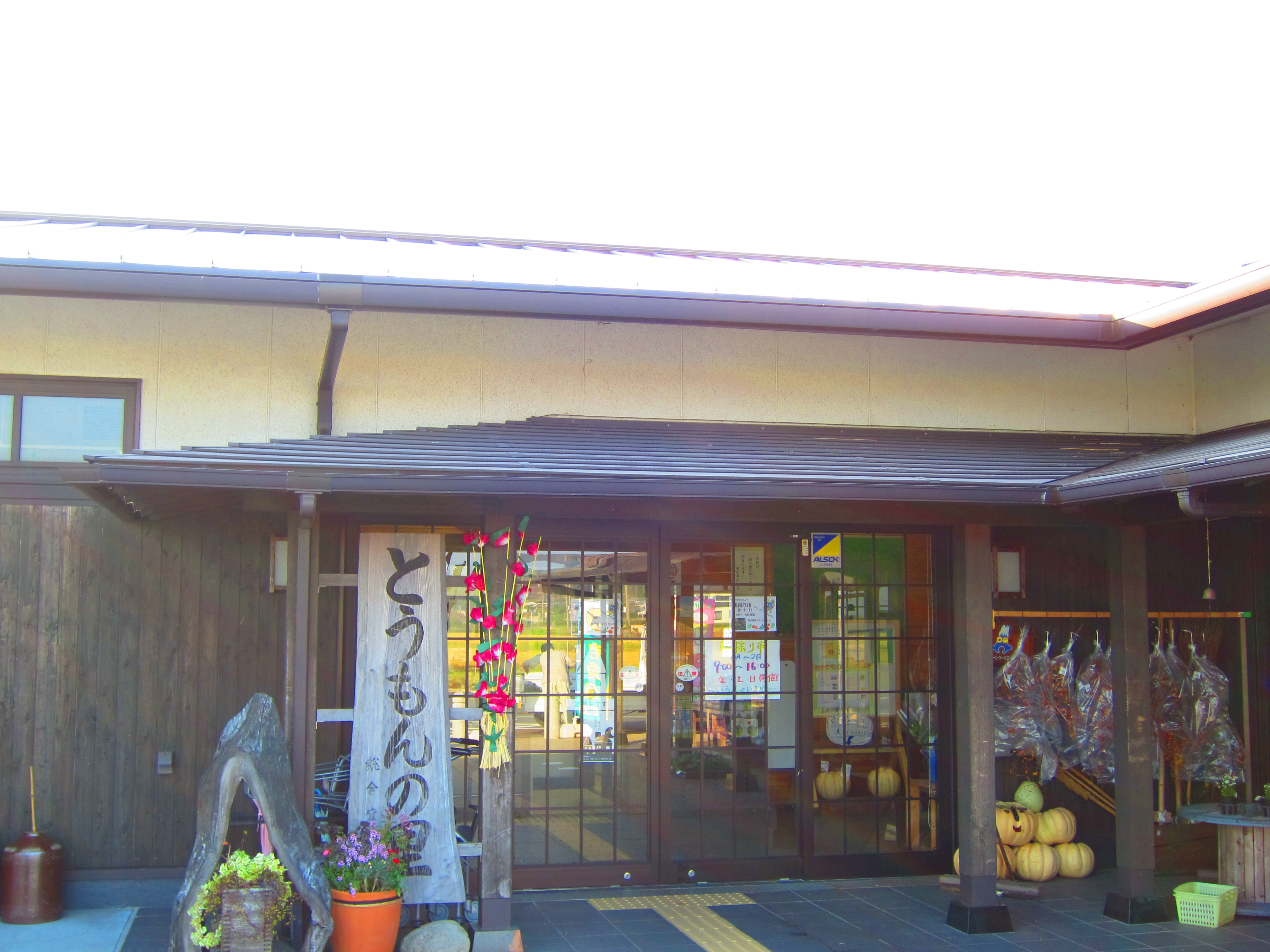
遠州南部とうもんの里総合案内所の玄関。「とうもんの里」と書かれた表札が見える（左｝

施設の名称は、掛川市の条例により「遠州南部とうもんの里総合案内所」 と定められている。「とうもん」とは一面に広がる水田を指す言葉であり、「稲面」 または「田面」 に由来するとされている。ただ、正式名称が長いため「とうもんの里総合案内所」 と略して表記されることもある。また、稀に「南遠州とうもんの里総合案内所」 と表記されることもある。

## 設備
- 総合案内コーナー[2]
- 研修室[2]
- 加工体験室（調理室）[2]
- 特産物展示スペース[2]

### 註釈
1. ↑  静岡県小笠郡大須賀町は、のちの静岡県掛川市に該当する。
2. ↑  静岡県磐田郡浅羽町は、のちの静岡県袋井市に該当する。
3. ↑  静岡県磐田郡福田町は、のちの静岡県磐田市に該当する。
4. ↑  浅羽荘の中心部は、のちの静岡県袋井市に所在していた。
5. ↑  横須賀藩の中心部は、のちの静岡県掛川市に所在していた。